# Борец бело-фиолетовый
Борец бело-фиолетовый (лат. Aconitum alboviolaceum) — многолетнее травянистое растение, вид рода Борец (Aconitum) семейства Лютиковые (Ranunculaceae).

## Распространение и экология
Ареал вида охватывает Дальний Восток России, Китай и Северную Корею.
Произрастают в долинных береговых лесах и по берегам ручьёв, всегда в глубокой тени, на почве, состоящей из жирного перегноя и камней.

## Ботаническое описание
Стебли диаметром 2—3 мм, у основания прямые или приподнимающиеся, слабые, полулежачие, полувьющиеся, образуют нередко большие сплетения, опутывая кусты сплошным покровом.
Прикорневые листья длинночерешковые (до 30 см и более), длиной 8—12 см, шириной 15—20 см, в очертании округлые, до половины надрезанные на 5 широких лопастей, из которых каждая делится на 3 слабо заметных доли с округлыми зубцами. Стеблевые — на коротких черешках, треугольные, трёхлопастные. Сверху листья сплошь покрыты редкими, короткими, желтоватыми волосками, снизу только по жилкам; края листа реснитчатые.
Соцветия состоят из многочисленных, небольших и негустых кистей, сидящих в пазухах листьев; ветви соцветия густо покрыты ярко-жёлтыми жёсткими волосками. Прицветники узколинейные, сдвинуты к основанию цветоножки. Шлем широко-булавовидный, закрытый, белый, высотой 17—23 мм, шириной в верхней части 4—7 мм, в средней 3—5 мм, на уровне носика 10—14 мм; боковые доли околоцветника длиной 10—11 мм, шириной 8—10 мм, фиолетовые, снаружи голые с тёмной полосой; нижние доли околоцветника неравные, длиной 8—11 мм и шириной, соответственно, до 3 и 6 мм, снаружи опушённые. Нектарники почти с прямым ноготком длиной 15—18 мм дл, с тонким, несколько отогнутым, полуспиралью загнутым шпорцем и прямой пластинкой, оканчивающейся малозаметной губой; тычинки голые, с середины расширенные.

## Химический состав
Содержит алкалоиды аконитин ({\displaystyle {\ce {C34H47NO11}}}) и псевдоаканитин ({\displaystyle {\ce {C36H51NO12}}}), в листьях 0,03—0,07 %, в корнях 1,33—1,65 %.

## Значение и применение
Прикорневые листья иногда поедаются крупно рогатым скотом. Поедаются свиньями. Пятнистым оленем поедается плохо, к выпасу неустойчив.
Отмечен случай отравления при использовании настойки из листьев в качестве лечебного средства.
Выращивается в качестве декоративного растения.
Ядовит. Используется как инсектицид.
В Болгарии под строгим контролем врача используется как болеутоляющее средство.

## Таксономия
Вид Борец бело-фиолетовый входит в род Борец (Aconitum) трибы Живокостные (Delphinieae) подсемейства Лютиковые (Ranunculoideae) семейства Лютиковые (Ranunculaceae) порядка Лютикоцветные (Ranunculales).
|  |                       |  |                                               |                                               |                                         |  | ещё четыре подсемейства (согласно Системе APG II) | ещё четыре подсемейства (согласно Системе APG II) |                                           |  |  |  | ещё 2 рода              | ещё 2 рода                |  |  |
|  |                       |  |                                               |                                               |                                         |  | ещё четыре подсемейства (согласно Системе APG II) | ещё четыре подсемейства (согласно Системе APG II) |                                           |  |  |  | ещё 2 рода              | ещё 2 рода                |  |  |
|  |                       |  |                                               | семейство Лютиковые                           |                                         |  |                                                   |                                                   | триба Живокостные                         |  |  |  |                         | вид Борец бело-фиолетовый |  |  |
|  |                       |  |                                               | семейство Лютиковые                           |                                         |  |                                                   |                                                   | триба Живокостные                         |  |  |  |                         | вид Борец бело-фиолетовый |  |  |
|  | порядок Лютикоцветные |  |                                               |                                               | подсемейство Лютиковые (Ranunculoideae) |  |                                                   |                                                   | род Борец, или Аконит                     |  |  |  |                         |                           |  |  |
|  | порядок Лютикоцветные |  |                                               |                                               |                                         |  |                                                   |                                                   |                                           |  |  |  |                         |                           |  |  |
|  |                       |  | ещё десять семейств (согласно Системе APG II) | ещё десять семейств (согласно Системе APG II) |                                         |  |                                                   | ещё восемь триб (согласно Системе APG II)         | ещё восемь триб (согласно Системе APG II) |  |  |  | ещё от 250 до 300 видов |                           |  |  |
|  |                       |  |                                               | ещё десять семейств (согласно Системе APG II) |                                         |  |                                                   |                                                   | ещё восемь триб (согласно Системе APG II) |  |  |  |                         |                           |  |  |